# نهائي كأس دوري خادم الحرمين الشريفين 1991/1992
نهائي كأس دوري خادم الحرمين الشريفين هي مباراة لتحديد بطل كأس دوري خادم الحرمين الشريفين جرت في 29 مايو 1992 في مدينة جدة باستاد الأمير عبد الله الفيصل بين فريقي الشباب والإتفاق وفاز بها الشباب بضربات ترجيحية.